# 芒特弗农 (肯塔基州)
芒特弗农（英語：Mount Vernon），是美国肯塔基州的一座城市。建立于1790年，面积约为4.4平方公里（1.7平方英里）。根据2010年美国人口普查，该市的人口为2,477人。